# Haidové

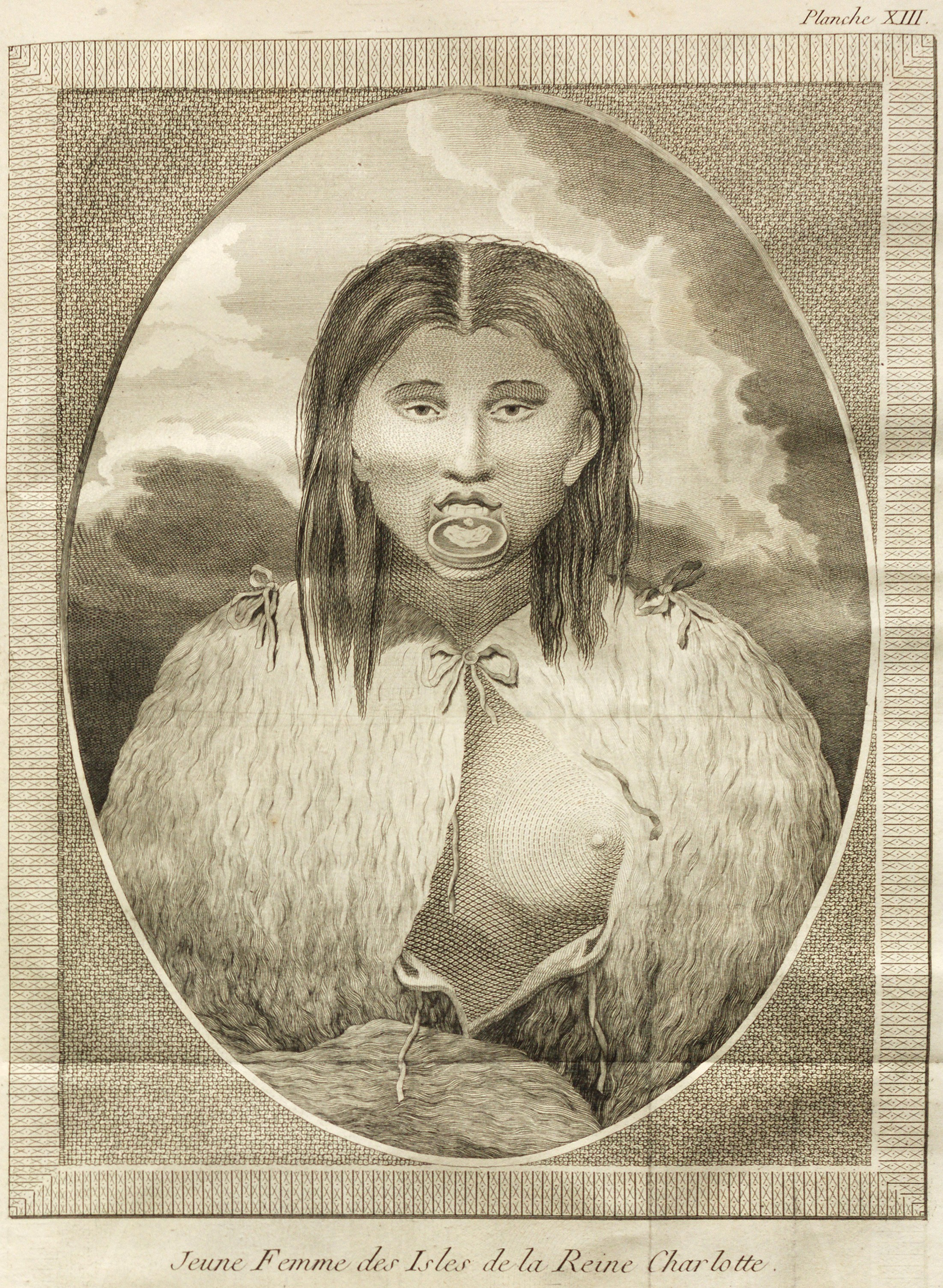
Žena z kmene Haidů na rytině George Dixona z roku 1789

Haidové, vlastním jménem Haida Gwaii (tj. Ostrovní lidé, Ostrované), jsou etnická skupina původních obyvatel Severní Ameriky, žijících především na Ostrovech královny Charlotty u pobřeží Britské Kolumbie. V roce 2008 jich byli asi 2 300, avšak jazykem haida, který je přes určité vazby k tlingitštině pokládán za izolovaný, plynně hovoří už jen asi 20 příslušníků starší generace a pomalu proto vymírá. Dnešní Haidové většinou hovoří už jen anglicky a většinou pracují v rybářském nebo dřevařském průmyslu, jako turističtí průvodci, v agenturách na ochranu přírody nebo se věnují tradičním uměleckým řemeslům, zejména řezbářství.

## Kultura

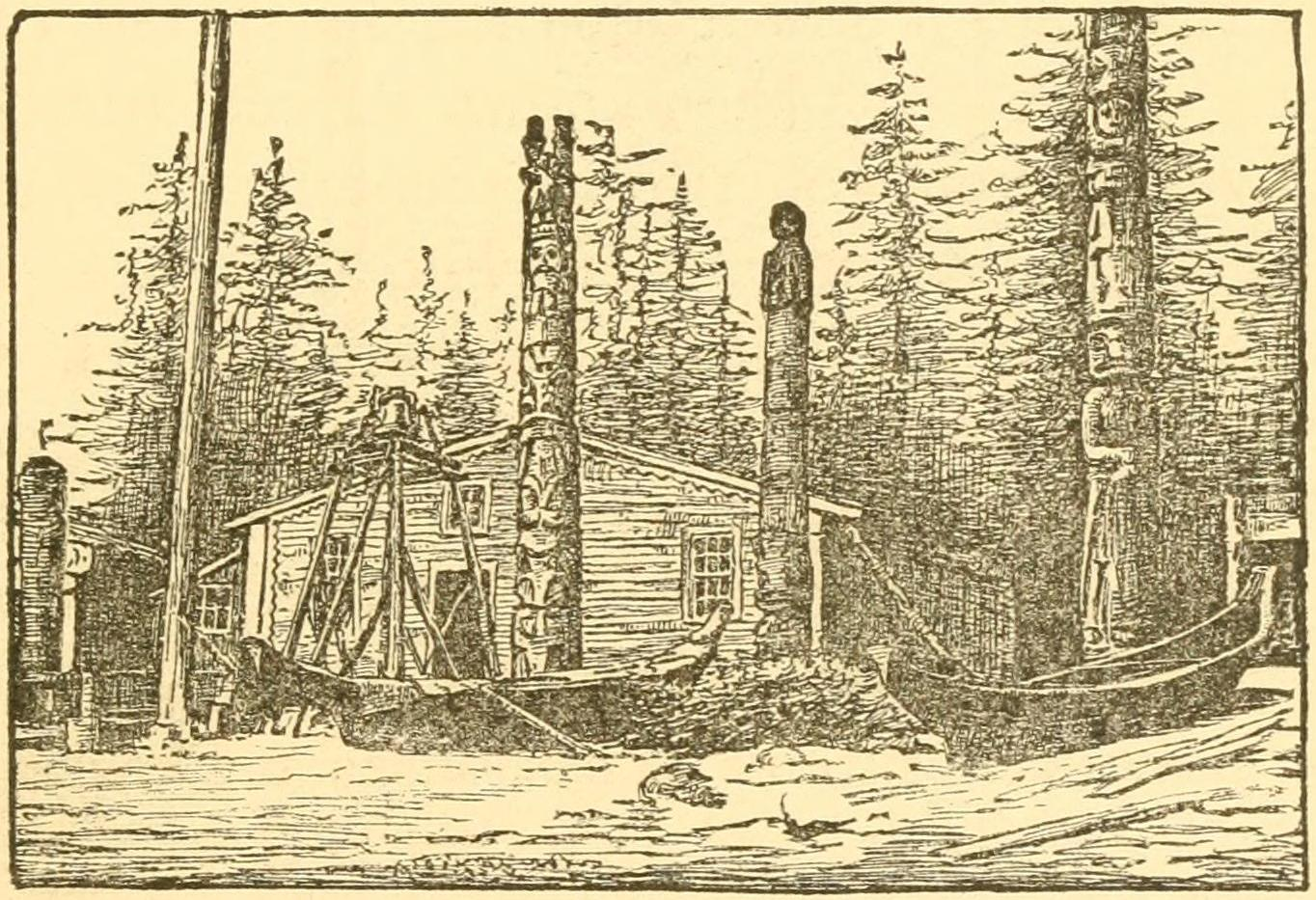
Vesnice Haidů s totemovými sloupy.

Haidové jsou typickými představiteli rybářských kultur Severozápadního pobřeží. Jejich potravu tvořily hlavně ryby, např. treska, halibut a koruška americká. Hlavním zdrojem potravy byli tichomořští lososi. Doplňkový význam měl lov lachtanů, medvědů a různých ptáků, sběr měkkýšů, mořských řas a suchozemských rostlin. Od počátku 19. stol. pěstují brambory.
Jak všichni indiáni severozápadního pobřeží jsou Haidové již tradičně vynikající řezbáři. Vynikli stavbou totemových sloupů a velkých dlabaných kánoí, které byly opatřené plachtami. Haidové na nich podnikali plavby podlé pacifického pobřeží Severní Ameriky a snad i do Asie.
Jejich společnost byla matrilineární. Ve válkách se sousedními etniky získávali otroky, které v minulosti obětovali při pohřbech náčelníků. Byli také významní obchodníci; ulity kelnatek a ušní, měď a kvalitní dlabané kánoe směňovali s pevninskými kmeny (Tlingity, Cimšjany a Sališi) za rybí tuk, vlněné čilkatské pláště a stavební dřevo. Muži i ženy nosili typické kuželovité klobouky, pletené z lýka nebo smrkových kořínků, muži se tetovali červenou barvou získanou z bobulí, ženy nosily v propíchnuté nosní přepážce nebo dolním rtu měděné nebo perleťové ozdoby.

## Mytologie a náboženství

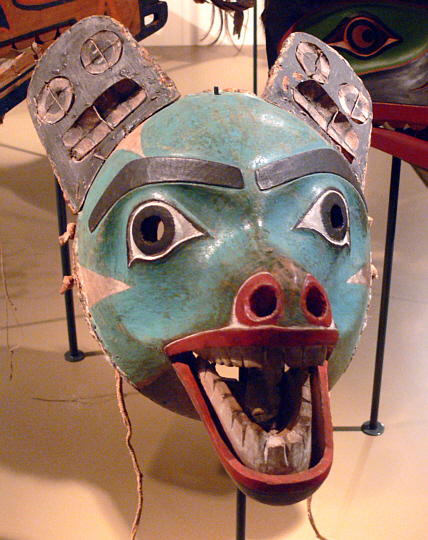
Vlčí maska Haidů, 19. století

V jejich mytologii je nejvýznamnější postavou šprýmař Krkavec, jehož zobrazení najdeme i na totemových sloupech. Zde často drží v zobáku červenou kuličku, což je odkaz na nejznámější haidský mýtus. Podle něho Krkavec získal zpět Slunce, které jeho zlý strýc ukradl a zavřel do truhly ve svém domě. Krkavec byl původně pestrý, ale musel ze strýcova domu utéct kouřovým otvorem. Zde se umazal od sazí, a proto je dodnes černý. K uctívaným zvířatům ale patří i medvěd, kosatka, orel bělohlavý a bobr. Od sousedních Kvakiutlů převzali Haidové tajné společnosti včetně mocného Kanibalského spolku. Členové tohoto spolu však při obřadech rituální kanibalismus pouze předstírali (Kvakiutlové jej skutečně praktikovali).